# Daniela Peštová
Daniela Peštová (n. 14 octombrie 1970, Teplice) este un fotomodel din Cehia. A avut planuri să studieze, dar după ce a câștigat un concurs de fotomodele ea sa mutat la Paris pentru a semna un contract cu Madison Agentia de Modeling. Ea s-a mutat ulterior la New York și acolo are o carieră de succes.